# Parótia-de-vogelkop
A parótia-de-vogelkop ou parótia-ocidental (Parotia sefilata) é uma espécie de ave-do-paraíso (Paradisaeidae) endêmica da região da Nova Guiné Ocidental, Indonésia.
É uma ave de tamanho médio, atingindo aproximadamente 33 cm de comprimento. Como outras aves do paraíso, a Parotia ocidental é sexualmente dimórfica. Os machos têm uma plumagem negra aveludada, com um "escudo" iridescente verde-amarelo no peito. Na parte frontal da cabeça há um triângulo de penas prateadas ligeiramente alongadas e pontiagudas. Três longas plumas eréteis semelhantes a fios com pontas espatuladas menores surgem acima e atrás de cada olho. Como a maioria dos membros da família, a fêmea não tem adornos e tem plumagem marrom.
A espécie é polígina. Na exibição de cortejo, o macho executa uma dança parecida com a de uma bailarina, com suas longas plumas pretas espalhadas como uma saia. Durante a dança espetacular, ele balança a cabeça e o pescoço rapidamente para mostrar o brilho de seu adorno na cabeça para as fêmeas presentes.
Sua dieta consiste principalmente de frutas como figos e artrópodes.